# Герб Среднеколымска
Герб города Среднеколымск Республики Саха (Якутия)

## Описание герба
Описание герба: «В серебряном поле червлёный (красный) с глазами в цвет поля восстающий мамонт, сопровождаемый в верхнем левом углу выходящим червлёным сияющим солнцем (без изображения лица), а в правом нижнем углу парой зелёных елей. Поверх всего зелёная оконечность, обременённая чешуйчато изогнутым серебряным поясом, имеющим внутреннюю лазоревую (синюю, голубую) кайму, вверху — узкую, внизу — обычной ширины».

## Описание символики
Город Среднеколымск основан в 1643 (1644) году казаками как острог, названный Ярманка. В 1775 году переименован в город Среднеколымск по названию реки Колымы, которая изображена на гербе серебряным поясом с голубыми каймами. Голубой цвет в геральдике — символ красоты, чести, славы, преданности, истины, добродетели и чистого неба.
Серебро — символ чистоты, мудрости, благородства, мира, взаимосотрудничества.
Зеленая оконечность и ели показывают природу вокруг города, расположенного на Колымской низменности, в зоне распространения многолетних мерзлых пород показанных серебряным (снежным) цветом, где сделаны наиболее значительные находки останков мамонтов.
Солнце отражает красоту северной природы. Красный цвет символ мужества, красоты и жизни.

## История герба
Существовали проекты герба Среднеколымска середины XIX века: Первый вариант — «В золотом щите черная лисица» (проект 1858 года) и более поздний — «на разделенном щите в верхней части герб Якутской области — в серебряном щите черный орел, держащий в когтях червленого (красного) соболя. В нижней черной части герба золотая лиса».
11 октября 1967 года исполнительным комитетом городского Совета депутатов трудящихся, по итогам конкурса, в котором победил проект Созонова К. Н. и Сметанина П. Е., был утверждён герб Среднеколымска в следующем описании:
В серебряном щите изображен мамонт, две ели, солнце. В зеленой оконечности щита стилизованная река Колыма и дата основания города «1643».
В начале 2000 годов герб советского периода был доработан «Союзом геральдистов России». Автор доработки герба: П. Е. Сметанин (г. Среднеколымск), доработка: К. Ф. Мочёнов (г. Химки), компьютерный дизайн: С. А. Исаев (г. Москва).
Герб утвержден постановлением главы администрации города Среднеколымска от 15 мая 2001 года. № 25.
Герб Внесен в Государственный геральдический регистр Российской Федерации — № 826.